# 人里茂樹
人里 茂樹（ひとさと しげき、1994年9月9日 - ）は、北海道苫小牧市出身のプロアイスホッケー選手。ポジションはフォワード 。アジアリーグアイスホッケーの東北フリーブレイズに所属。
妻もプロアイスホッケー選手の人里亜矢可（後述）。

## 経歴
白樺学園高等学校から東洋大学に進学。アマチュア時代から日本代表に選出される。

### フリーブレイズ時代
2017年-18年シーズンからアジアリーグアイスホッケーの東北フリーブレイズでプレー。
2021年-22年シーズンまでフリーブレイズでプレー。

### ポーランド時代
2022年6月30日にフリーブレイズの海外挑戦制度を利用し、ポーランドのポルスカ・ホッケー・リガのGKSカトビツェへ移籍した。
2023年8月23日にフリーブレイズの海外挑戦制度の利用を継続し、引き続きGKSカトビツェでプレーすることになった。
2024年4月16日にイタリアのボルツァーノで開催された2024 IIHF 男子世界選手権 ディビジョンI グループAの日本代表に選出された。

### フリーブレイズ復帰
2024年8月2日にアジアリーグアイスホッケーの古巣フリーブレイズに復帰。

## 人物
2022年6月6日に人里亜矢可と結婚したことを発表。これにより、義理の父は床泰則、義理の妹は床秦留可、義理の弟は床勇大可となった。

## 詳細情報

### 背番号
- 91（2024年 - ）

### 代表歴
- 2024 IIHF 男子世界選手権 ディビジョンI グループA 日本代表